# Lewotobi
Ne doit pas être confondu avec Lewotolo.
Le Lewotobi, aussi appelé Lewetobi, en indonésien Gunung Lewotobi, est un volcan d'Indonésie situé sur Florès. La montagne comporte deux cimes : le Lakilaki avec 1 584 mètres d'altitude et le Perempuan avec 1 703 mètres d'altitude. Ces deux noms signifient respectivement « le mari » et « la femme ».

## Histoire éruptive
L'activité du volcan Lakilaki est constatée tout au long de l'année 2024, entraînant des déplacements de population. Dans la nuit du 3 au 4 novembre 2024, d'importantes expulsions de cendre et de lave causent la mort d'au moins une dizaine d'habitants de villages voisins. En mai et juin 2025, l'éruption connaît un regain d'activité,.